# أندي سكريفاني
أندي سكريفاني (بالإنجليزية: Andy Scrivani)‏ (28 مارس 1917 – 1 يونيو 2015) هو ملاكم أمريكي راحل، مثّل بلاده في الألعاب الأولمبية الصيفية 1936.

## روابط خارجية
أندي سكريفاني على موقع بوكس ريك (الإنجليزية) (registration required)
- أندي سكريفاني على موقع أوليمبيديا (الإنجليزية)